# Xenimpia trizonata
Xenimpia trizonata är en fjärilsart som beskrevs av Saalmüller 1891. Xenimpia trizonata ingår i släktet Xenimpia och familjen mätare. Inga underarter finns listade i Catalogue of Life.